# Ørkenfortet anlægges
|  | Denne artikel er oprettet af botten Steenthbot ud fra en ekstern database. Den kan derfor have sproglige fejl eller mangler. Denne skabelon kan fjernes efter kontrol af indholdet. |

Ørkenfortet anlægges er en dansk dokumentarisk optagelse fra 1962 instrueret af Jette Bang.

## Handling
Anlægsarbejdet til B&W’s nye hovedsæde på Christianshavn, i folkemunde kaldet ’Ørkenfortet’.

## Baggrund
Den tidstypisske og kasseformede bygning er tegnet af arkitekten Palle Suenson. Den blev opført i årene 1957-1962. På dette tidspunkt var B&W stadig Danmarks største arbejdsplads. I 1980'erne blev bygningen overtaget af Privatbanken, der siden blev til Unibank og så Nordea. Nordea flyttede ud i efteråret 2017, og nu har den store hotelkæde Hilton ovetaget 'fortet'. Bygningen skal gennemgå en omfattende ombygning, og senest i 2021 skal det nye 5-stjernet hotel med omkring 400 værelser stå færdigt.